# セパハン航空5919便墜落事故
セパハン航空5919便墜落事故（セパハンこうくう5919びんついらくじこ）は2014年8月10日にイランで発生した航空事故。テヘラン発タバス行きの国内定期便、セパハン航空5919便（機材：HESA IrAn-140）がメヘラーバード国際空港を離陸直後にアザディ・スタジアム付近の住宅地に墜落し、搭乗していた48人（乗客40人、乗員8人）のうち40人が死亡した。

## 乗客と乗員
事故機には乗客40人と乗員8人が搭乗していた。乗客のうち34人は大人、6人は子供であった。
インデペンデントの報道によると、生存者は9人であったが、最終的に8人となった。当初国営メディアは生存者なしと発表していた一方で、救助関係者は4人が救出されたと語ったなど、情報が錯綜していた。

## 原因
イラン当局の事故調査の最終報告書ではエンジンの電子制御が離陸直前に故障し、右翼側のエンジンが停止した上、性能表が紛らわしかった為機長らが最大離陸重量を見誤った事が原因により墜落したと結論付けた。